# Lilla Al-Fadji & Co
Lilla Al-Fadji & Co är en svensk komediserie som började sändas i Kanal 5 våren 2008. Serien är en spinoff-serie av Sen kväll med Pierre som visades i SVT:s Humorlabbet. Lilla Al-Fadji spelas av Felipe Leiva Wenger som också är en av författarna till serien. Abu Hassan spelas av Fredrik Eddari som också är huvudmanusförfattare till serien. Hermes Saliba spelas av poeten Daniel Boyacioglu.
Serien är producerad av ART89 Television.
Sedan sommaren 2009 sänds talkshowen "Lilla Al-Fadji Hälliwüüd Radio" i Sveriges Radio P3. 

## Handling
Lilla Al-Fadji är runt 25 år gammal och bor med sin mamma i Husby utanför Stockholm[källa behövs]. Hans liv är mycket spännande och dramatiskt och han har ständigt ont om pengar. En dag råkar han hitta ett vykort som hans pappa skrev för många år sedan, och eftersom Al-Fadji inte sett sin pappa sedan han var 4,5 år gammal bestämmer han sig för att åka till den adress som stod på vykortet i hopp om att hans pappa har lite pengar att dela med sig av. Med sig tar han sin bekant, affärsmannen Abu Hassan som äger företagen "Svenska dotterförrådet AB", "Abu Dhabi market telemarketing" och hans smutsgula Mercedes.
Lilla Al-Fadji blev en succé på Internet och tittarna lade ut många av klippen.